# Gare de Vonêche
La gare de Vonêche est une ancienne gare ferroviaire belge de la ligne 166 de Y Neffe (Dinant) à Bertrix, située à Offagne, section de la commune de Paliseul, dans la province de Luxembourg, en Région wallonne.
Mise en service en 1898, elle ferme en 1984.

## Situation ferroviaire
Établie à 323 m d’altitude, la gare de Vonêche était située au point kilométrique (PK) 36,3 de la ligne 166, de Dinant à Bertrix entre le point d'arrêt fermé de Thanville et la gare de Gedinne, ouverte aux voyageurs. Le tunnel de Vonêche (260 m) est situé à la sortie de l'ancienne gare en direction de Dinant.

## Histoire
Le 1er octobre 1898, l’Administration des chemins de fer de l’État belge livre à l’exploitation la section de Pondrôme à Vonêche du chemin de fer d’Athus à la Meuse (actuelles lignes 165 et 166).
À ce moment, il ne manque que la section menant à la gare de Gedinne (terminus provisoire depuis 1880). En direction de Dinant et Tamines, le viaduc d'Anseremme sur la Meuse vient d'être inauguré (juillet 1898). La gare de Vonêche servira de terminus temporaire jusqu'à l'ouverture de la section finale (Vonêche - Gedinne) le 20 octobre 1899.
La ligne comprend de nombreux terrassements et ouvrages d'art dont un court tunnel sous une colline précédant la gare. Sa construction a permis d'éviter le creusement d'une tranchée dans l'alignement du parc du château de Vonêche.
La gare, à l'écart du village, est dotée d'un bâtiment des recettes de plan type 1881 identique à celui des autres gares de l’Athus-Meuse construites après 1895 (à l’exception de Virton). Une halle aux marchandises, plusieurs voies de garage et une cour pour le déchargement et l'entreposage des marchandises complètent les installations. Une scierie s'implante à proximité de la gare. Le seul autre bâtiment est l'hôtel Quinet, accueillant les voyageurs de passage. Dans les années 1900, l'alimentation en eau des locomotives est améliorée grâce à la création d'une conduite collectant l'eau d'une source provenant du tunnel de Gedinne, en amont.
Vonêche n'est pas épargnée par le déclin du trafic sur l'Athus-Meuse. La cour aux marchandises ferme le 1er juin 1991 et les trains de voyageurs ne s'arrêtent plus à Vonêche après le 26 septembre 1993. Le bâtiment de la gare est démoli en juin 2000. Les voies de garage et la halle aux marchandises ont également disparu à l'occasion de l'électrification de la ligne. Une sous-station 25 kV est implantée à l'emplacement de la halle aux marchandises.

## Patrimoine ferroviaire
Seuls subsistent l'ancien hôtel ainsi que la scierie voisine dont les installations les plus proches des voies (comprenant une large grue-portique) sont à l'abandon.
Un modèle réduit du bâtiment de la gare de Vonêche et de sa halle aux marchandises a été commecialisé par la firme Jocadis. Le fabricant allemand Kibri propose aussi une gare belge de plan type 1881 qui ne renvoie pas spécifiquement à Vonêche. L'association Rail Miniature Mosan a réalisé un réseau miniature représentant Vonêche.
Dans les années 1990, la gare était connue des amateurs pour être l'une des dernières entièrement équipée de signaux mécaniques, actionnés depuis le poste de block au rez-de-chaussée de la gare. L'un de ces sémaphores a été sauvegardé[Où ?].